# Ayyappanthangal
Ayyappanthangal es una ciudad censal situada en el distrito de Kanchipuram en el estado de Tamil Nadu (India). Su población es de 23808 habitantes (2011). Se encuentra a 16 km de Chennai y a 59 km de Kanchipuram. Forma parte del área metropolitana de Chennai.

## Demografía
Según el censo de 2011 la población de Ayyappanthangal era de 23808 habitantes, de los cuales 11950 eran hombres y 11858 eran mujeres. Ayyappanthangal tiene una tasa media de alfabetización del 86,77%, superior a la media estatal del 80,09%: la alfabetización masculina es del 91,45%, y la alfabetización femenina del 82,07%.